# Gallehushornen

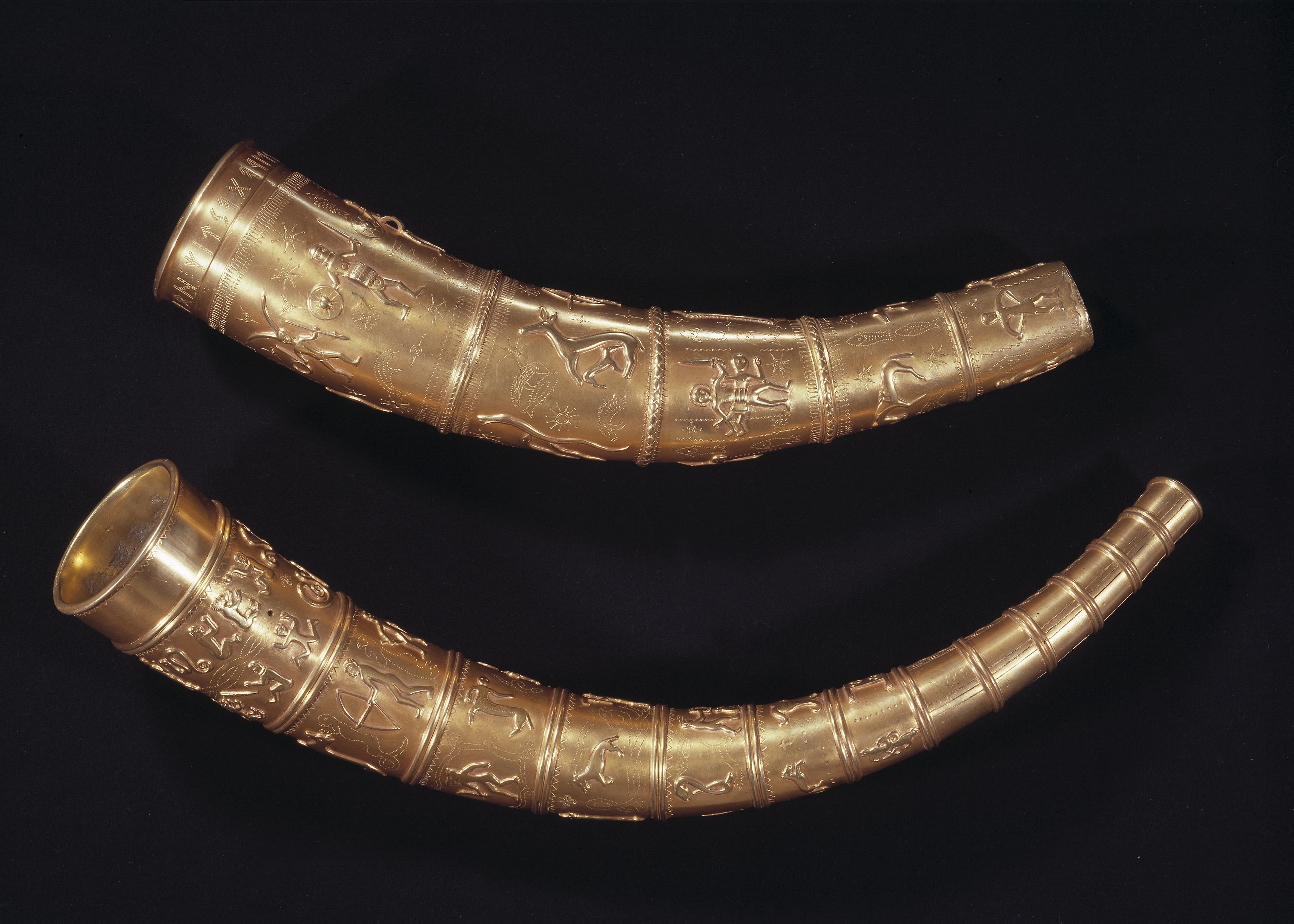
Kopior av Gallehushornen

Gallehushornen, på danska även Guldhornene, var två dryckeshorn från den germanska järnåldern som hittades i Danmark och som anses ha varit danska nationalklenoder.

## Historia

### Fynden

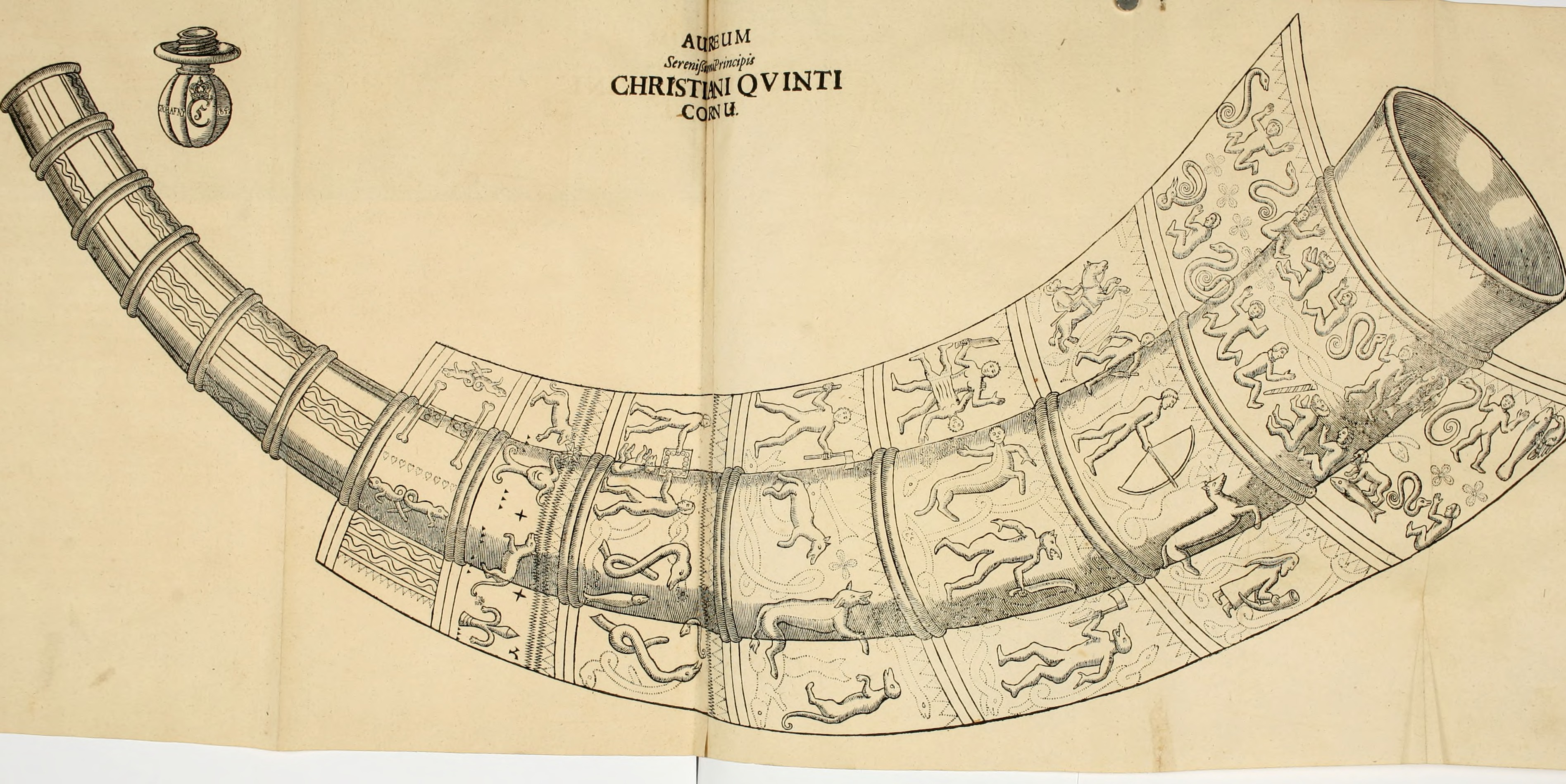
Ole Worms teckning av det största guldhornet (1641).

Det första hornet hittades vid byn Gallehus norr om Møgeltønder på södra Jylland den 20 juli 1639 av en flicka, Kristine Svendsdatter, när det stack upp ur marken. Hornet kom till Kristian IV som skänkte det till sin äldste son Kristian. Hornet avtecknades av Ole Worm som beskrev det i en uppsats 1641.

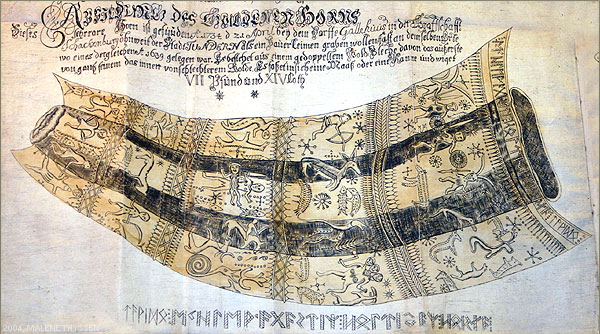
J.R. Paullis avbildning av det mindre hornet (1734).

Det andra hornet hittades nästan ett sekel senare, den 21 april 1734, när bonden Jerk Lassen höll på att gräva precis i närheten av den plats där det första hornet hittades. Greven av Schackenborg överlämnade hornet till Kristian VI senare samma år. Kungen lät arkivarien J.R. Paulli teckna av det.

### Öde
Bägge hornen förvarades i det Kongelige Kunstkammer men natten mellan den 4 och 5 maj 1802 blev hornen stulna av guldsmeden Niels Heidenreich. Guldsmeden smälte ned båda hornen, en händelse som väckte stor uppmärksamhet och som fick Adam Oehlenschläger att skriva dikten Guldhornene.
Det hade också gjorts några avgjutningar i gips som skulle skickas till en kardinal i Rom, men skeppet med gipsavgjutningarna förliste utanför Korsika.

### Kopiering

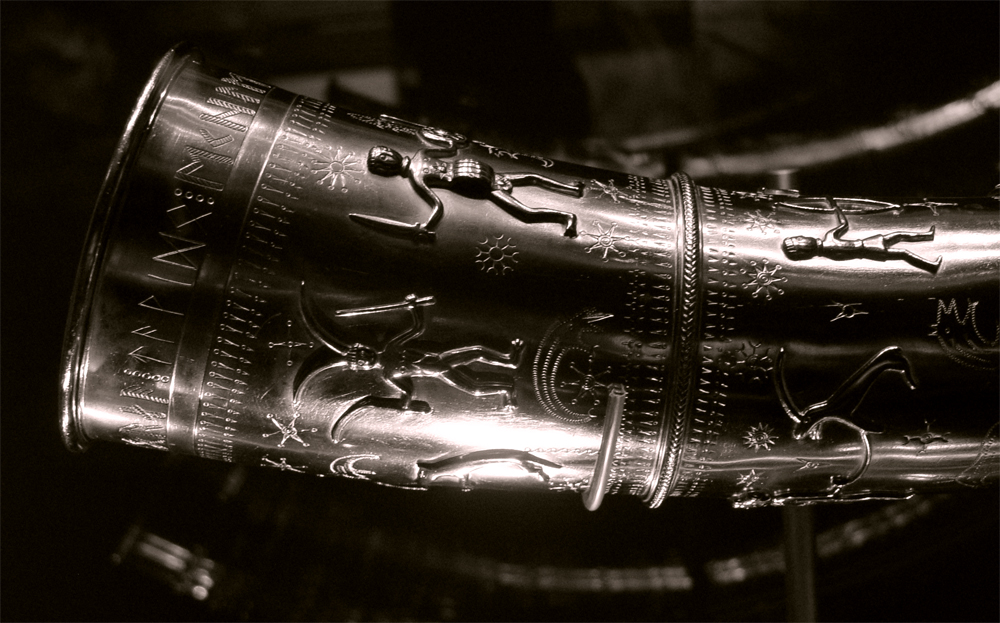
Närbild på kopiorna.

Med hjälp av teckningar, beskrivningar och ett par tidigare vridna kopior (alla tidigare kopior hade felaktigt varit raka), som donerats av Köpenhamn till Malmö 1945 som tack för hjälp med flyktingmottagandet under andra världskriget, gjordes två guldkopior som var utställda på det danska Nationalmuseet.
Kopiorna stals vid ett inbrott på en utställning i Jelling den 17 september 2007, men återfanns nästa dag. Fyra personer greps för stölden.

## Beskrivning

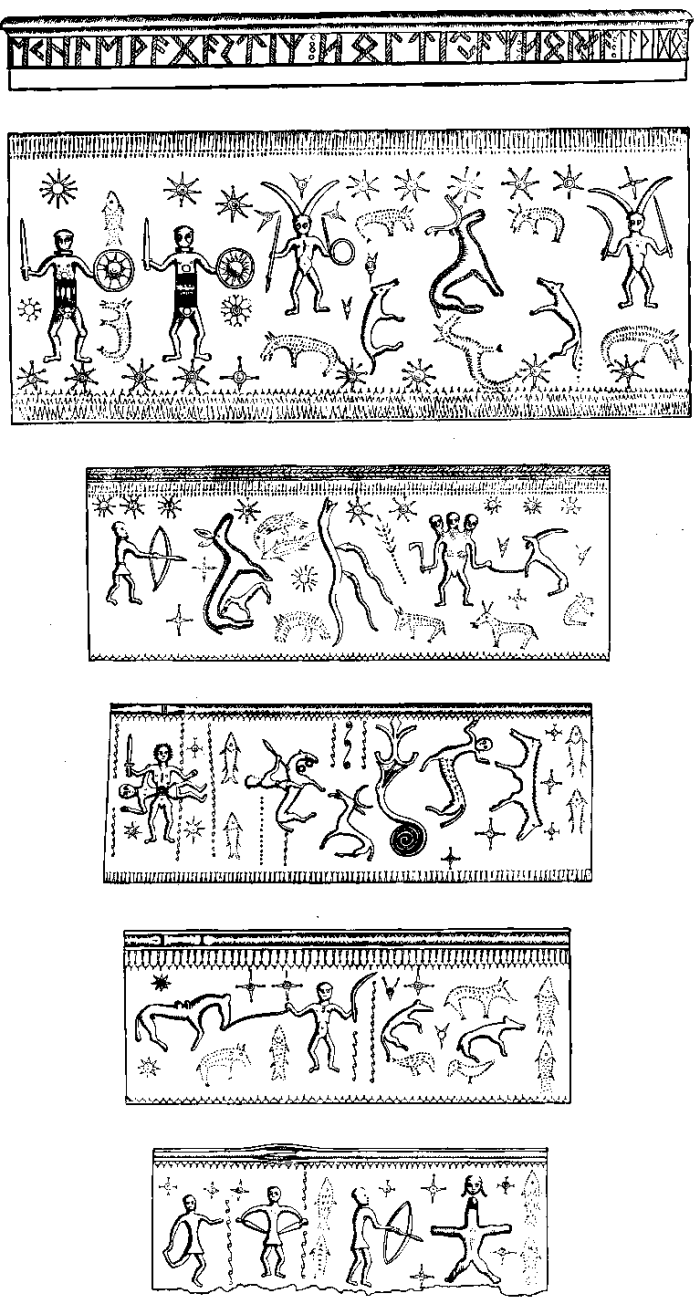
Utsmyckningen

Båda hornen har daterats till folkvandringstiden, åren 400 till 450. De var smyckade med ornament och figurer i relief. Vad dessa figurer skulle föreställa vet man inte, men det har under åren presenterats en mängd teorier.

### Runinskrift
Det mindre hornet var utsmyckat med en runinskrift under hornets läpp. Inskriften lyder: ᛖᚲᚺᛚᛖᚹᚨᚷᚨᛋᛏᛁᛉ⋮ᚺᛟᛚᛏᛁᛃᚨᛉ⋮ᚺᛟᚱᛅᚨ⋮ᛏᚨᚹᛁᛞᛟ⋮, ek hlewagastiʀ holtijaʀ horna tawido, vilket har tolkats som ”Jag, Lägäst, Holtes son, hornet gjorde (eller: lät göra)”. 
- Inläst tolkning av det andra hornets text på urnordiska.

Efternamnsledet holtijaʀ bygger på ett namn som i modern Svenska blir "Holte" med urnordiska suffixet -jaʀ, vilket torde vara kognat med -ius på latin som gör adjektiv av substantiv – exempelvis: latin: rēx (”kung”) → rēgius (”kunglig, regal”) – varför -jaʀ här torde ange härkomst, direkt alltså ungefär "Lägäst, av Holte", men snarare avsett som "Lägäst, Holtes son" med tanke på senare runtradition.
Skriften avslutas med det urnordiska verbet tawidō (första person singular preteritum indikativ, tredje person: tawidē), vilket torde vara kognat med äldre svenska verbet ”tyade”, på äldre sydsvenska även som ”töjade”, vilket enkelt kan översättas till 'gjorde', men vars egentliga bemärkelse ligger närmare 'tillverkade' eller 'bearbetade'.
Runinskriften
Inskriften använder den äldre futharken och är stiliserad med tveknäckt ᛋ [sol] snarare än treknäckt ᛊ dito, samt med vänsterlagt ᛅ [nåd] snarare än högerlagt ᚾ dito. Skiljetecknen utgörs av fyra punkter staplade på varandra.
Nedan runinskrift har normaliserats med treknäckt ᛊ och högervänt ᚾ samt med skiljetecknet ᛬ [dubbelprick] hörande unicode-runor:
Runskrift (äldre futhark):
ᛖᚲᚺᛚᛖᚹᚨᚷᚨᛊᛏᛁᛉ᛬ᚺᛟᛚᛏᛁᛃᚨᛉ᛬ᚺᛟᚱᛅᚨ᛬ᛏᚨᚹᛁᛞᛟ᛬
Translitterering av runraden:
ekhlewagastiʀ:holtijaʀ:horna:tawido:
Normalisering till urnordiska:
ek Hlewagastiʀ Holtijaʀ horna tawidō
Direktöversättning:
Jag Lägäst, av Holte, horne töjade (tyade)
Översättning till nusvenska:
Jag, Lägäst, Holtes son, gjorde hornet.

## Minnesstenar
På fyndplatserna finns idag stenar resta med inskrift till hornens ära.

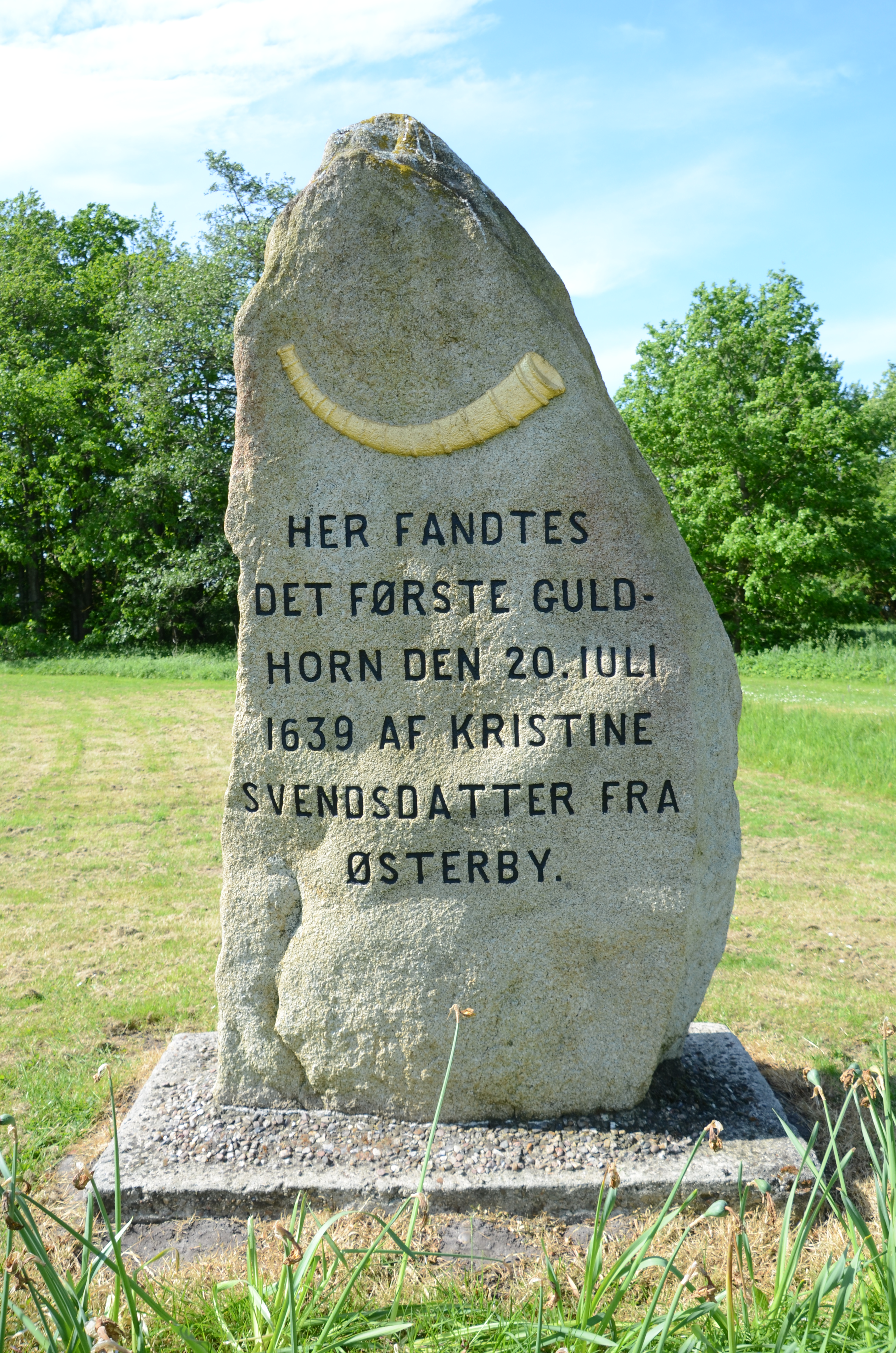
Minnessten till första hornet.
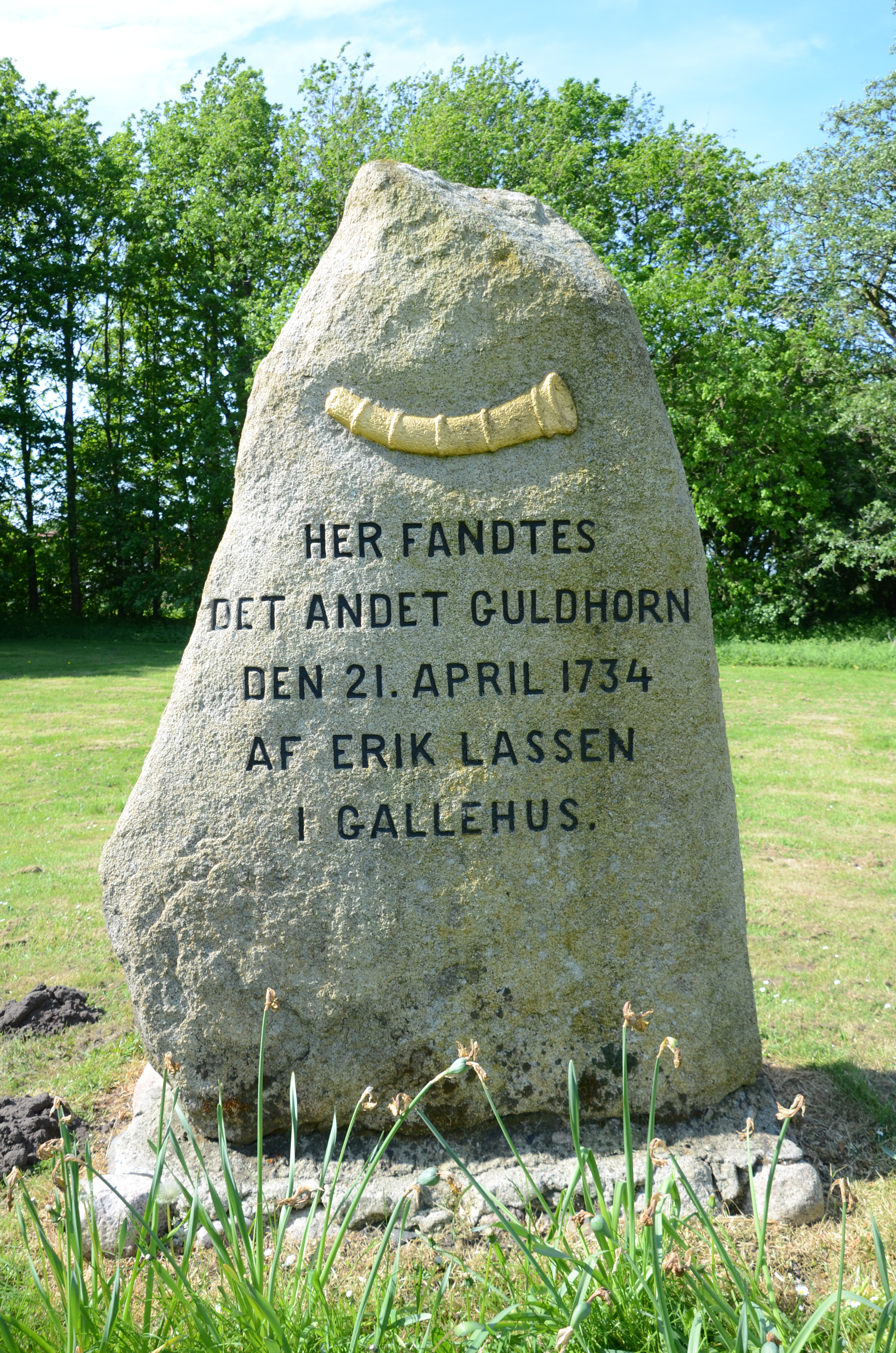
Minnessten till andra hornet.